# Leonding
Leonding är en stadskommun  i distriktet Linz-Land i förbundslandet Oberösterreich i Österrike. Staden är belägen cirka 5 kilometer sydväst om centrala Linz. Adolf Hitler bodde i Leonding från 1898 fram till 1905 när han och hans mor Klara flyttade in till Linz.
Kommunen består av 22 orter (Ortschaften) (inom parentes invånarantal 1 januari 2024):

- Aichberg (132)
- Alharting (247)
- Berg (1 499)
- Bergham (1 255)
- Buchberg (275)
- Doppl (3 040)
- Enzenwinkl (154)
- Felling (11)
- Friesenegg (68)
- Gaumberg (1 650)
- Haag (5 447)
- Hart (5 642)
- Holzheim (237)
- Imberg (195)
- Jetzing (4)
- Leonding (4 656)
- Reith (839)
- Rufling (1 437)
- Sankt Isidor (1 011)
- Staudach (50)
- Untergaumberg (445)
- Zaubertal (802)